# Musikproduzent
Ein Musikproduzent ist in der Musikindustrie eine mit der Leitung und Durchführung einer Musikproduktion beauftragte Person. Die Aufgaben eines Musikproduzenten können stark variieren. Er koordiniert z. B. die Musikaufnahme im Tonstudio, das Engagement der Musiker und kümmert sich um die Vermarktung.
Den Musikproduzenten gibt es in dieser Form meistens nur in der Popmusik, der Country-Musik, im Hip-Hop, dem Jazz sowie der elektronischen Musik. In der klassischen Musik nimmt der künstlerische Aufnahmeleiter – meist ein Tonmeister – in der Regel mehr Einfluss auf das künstlerische Resultat. Die Arbeit des Musikproduzenten bei der Soundgestaltung ist z. T. vergleichbar mit der des Regisseurs eines Kinofilms. Da ihnen künstlerische und technische Aufgaben obliegen, rekrutieren sich Musikproduzenten nicht selten aus dem Bereich der Tonstudios (Studioinhaber oder Toningenieure) oder sind Komponisten/Liedtexter, welche die Umsetzung ihrer Kompositionen im Studio selbst überwachen.
Im Bereich der elektronischen Musik oder im Hip-Hop ist ein Musikproduzent der Musik kreierende Künstler, der im Schaffensprozess die aufgeteilten Arbeitsbereiche Interpretation, Komposition, Tontechnik und Musikproduktion im klassischen Sinne fusioniert.

## Geschichte
Der Beruf des Musikproduzenten ist eng mit der Entwicklung der Tonstudios verbunden. Das erste Tonstudio wurde durch den Pianisten Fred Gaisberg in Philadelphia/Pennsylvania Anfang 1897 eröffnet. Gaisberg war Mitarbeiter des deutsch-jüdischen Emigranten Emil Berliner. Dieser konzentrierte sich auf Wiedergabetechnik (Grammophon, Schallplatte), doch mussten auch Anstrengungen unternommen werden, um die Vorstufe der Wiedergabetechnik, die industrielle Aufnahmetechnik, zu verbessern. Gaisberg kannte als Pianist die Perspektive des Interpreten und machte sich mit der Aufnahmetechnik vertraut. Zu jener Zeit war die Arbeitsteilung im Tonstudio gering, denn die Aufgaben des Toningenieurs, Musikproduzenten und Artists-and-Repertoire-Managers waren oft in einer Person vereinigt.
Als am 1. Januar 1909 Harry O. Sooy bei RCA Victor zum Leiter des Aufnahmeteams ernannt wurde, war die Funktion des Musikproduzenten offiziell entstanden. Die Bedeutung und die Aufgaben des Musikproduzenten nahmen mit der rasanten technischen Entwicklung ständig zu. Als John Hammond für den 9. Dezember 1932 mit Fletcher Hendersons Band drei Jazzaufnahmen einspielte, hatte faktisch die Karriere eines Musikproduzenten begonnen. Seine Aufgaben bestanden zunächst lediglich darin, die Interpreten zu kontaktieren, die Anzahl der Aufnahmen abzustimmen und die Musik so natürlich wie möglich auf Band festzuhalten. Mit der Einführung des Tonbandgerätes im Jahre 1948 konnten fehlerhafte Aufnahmen ganz oder teilweise gelöscht und neu produziert werden, Mehrspurtechnik erlaubte schließlich die Möglichkeit des Overdub. Damit verbreiterte sich das Tätigkeitsgebiet des Produzenten.
Die Rock & Roll-Erfolgsautoren Jerry Leiber und Mike Stoller beschritten neue Wege in der Studiopraxis der Popmusik, als sie sich wie nie zuvor in den Aufnahmeprozess einmischten und ihre eigenen Kompositionen in der Studioarbeit umsetzten. Ihre technischen Möglichkeiten im Tonstudio waren 1955 immer noch recht bescheiden, denn es konnten lediglich verschiedene Takes zusammengefügt und Nachhalleffekte erzeugt werden. Für ihre Studioarbeit gab es noch nicht den Begriff des Musikproduzenten („record producer“), sie wurden auf den ersten Drifters-LPs noch als „supervisors“ bezeichnet. Leiber und Stoller ist der Status des Musikproduzenten zu verdanken, denn Musikproduktion war einerseits Teil des Komponierens, andererseits aber auch ein eigenständiger Beruf.

## Aufgaben
Mit den ersten Tonstudios und der Verbesserung der Tontechnik begann auch das Erfordernis, bei Tonaufnahmen gestalterische Elemente einzusetzen. Dabei variiert das Aufgabenspektrum eines Musikproduzenten in der heutigen Musikindustrie sehr stark und hängt insbesondere von der Arbeitsteilung zwischen Musiklabel, Tonstudio und Produzent ab. Der Musikproduzent ist Mittler zwischen künstlerischer Darbietung, Tontechnik und kommerziellem Potenzial der aufgenommenen Werke. Einerseits kann das Aufgabenspektrum eines Musikproduzenten in technische, künstlerische und wirtschaftliche Kriterien aufgeteilt werden, andererseits können die Phasen vor, während und nach einer Musikaufnahme unterschieden werden. Der Musikproduzent ist also nicht bloß auf den Überwachungs-, Mixing- und Masteringprozess fokussiert.

### Vor der Aufnahme
Im Vorfeld einer Aufnahme sucht er und bildet Talente aus und entscheidet über deren Repertoire zusammen mit dem Artists-and-Repertoire-Manager. Zudem trifft er die endgültigen Entscheidungen über das Arrangement und den Einsatz von Sessionmusikern, übernimmt die Vermittlerrolle zwischen Plattenlabel und den Interpreten, ist zuständig für die kommerzielle Verantwortung zusammen mit dem Plattenlabel und trifft die letzte Entscheidung über das Aufnahmebudget. Urheberrechtlich muss der Musikproduzent die Rechte der für die Tonaufnahme geplanten Musikwerke einholen, damit eine spätere Verbreitung durch Tonträger statthaft ist. Das geschieht in Form der so genannten Künstler-Exklusivverträge. Dem Produzenten obliegt oftmals auch die Ausarbeitung des Arrangements; er bestimmt die einzelnen Instrumental- und Gesangsstimmen und führt die Aufnahmeregie.

### Während der Aufnahme
Der Musikproduzent erstellt den Aufnahmeplan, bucht und organisiert die Aufnahmesession im Tonstudio, entscheidet über neue Takes, bestimmt die zum Mixing und Mastering zugelassenen Takes und bezahlt die Toningenieure und Studiomusiker. Er kümmert sich um oder überwacht die Platzierung der Mikrofone/Mikrofonständer, Mikrofonverstärker, Notenständer oder die Isolierung der Instrumente. Er arbeitet mit den Künstlern zusammen, um die Aufnahme zu optimieren. Er kooperiert mit der Studiocrew vor, während und nach der Tonaufnahme. Während und nach der Aufnahmesession steht dem Produzenten und Toningenieur ein breites Spektrum von Soundeffekten zur Verfügung wie Overdub, Kompression, Equalizer, Delay, Flanger, Phaser, Chorus, Filter, Pitch-Shifter oder Verzerrer. Der Produzent ist involviert in Tonaufnahme („recording“), Mixing (die Abmischung aller Takes) und Mastering (Zusammenstellung des finalen Sounds).

### Nach der Aufnahme
Der Musikproduzent lässt sich vom Künstler im Plattenvertrag das Recht der Musikaufnahme und Musikverwertung übertragen. Dabei kann er sich das Recht einräumen lassen, im Rahmen der Titelexklusivität die im Produktionsvertrag erwähnten Musiktitel noch Jahre nach ihrer Erstveröffentlichung verwerten zu dürfen. Der Produzent kann, muss aber nicht, die Kosten der Produktion und Vermarktung vorläufig übernehmen. Er sucht – sofern noch nicht geschehen – nach Plattenfirmen, welche die fertige Aufnahme auf Tonträger pressen lassen und danach vermarkten. Interpreten und Plattenfirmen verlassen sich auf den Produzenten als objektiven Hörer bei der Erfüllung seiner Aufgaben, insbesondere bei der Bestimmung des passenden Sounds.

## Künstlerischer Einfluss
Außerhalb der Klassik spielt der Sound der Tonaufnahmen eine gewichtige Rolle. Meist sind Toningenieure und insbesondere Musikproduzenten die Beteiligten in der Aufnahmesession, zu deren Kernaufgabe die Gestaltung des Sounds gehört. Der Produzent entscheidet über die Instrumentation, den Einsatz von Background-Stimmen oder von Overdubs. Damit wird der künstlerische Einfluss mancher Produzenten so groß, dass ihnen ein kreativer Anteil am Werk zusteht und sie damit in die Rolle des Mitkomponisten gelangen. Das geht urheberrechtlich manchmal so weit, dass der Musikproduzent auch formal als Komponist genannt und registriert wird. Die urheberrechtlichen Ansprüche mancher Musikproduzenten waren seit jeher teilweise umstritten (siehe Cut In).
Ein Produzent mit erheblichem künstlerischen Einfluss auf die Musik war Phil Spector, der die Talente fand, zu Text und Musik beitrug und im Tonstudio die Session akribisch überwachte und auch eingriff. Die künstlerischen Aspekte werden ergänzt durch technische und wirtschaftliche Aufgaben. Manche Produzenten wirkten als musikalische Katalysatoren wie Brian Eno oder versuchen wie Trevor Horn ein spezielles Konzept von Popmusik und deren Vermarktung zu realisieren. Insbesondere im Hip-Hop und im Dance-Bereich sind Musikproduzenten häufig die Komponisten und/oder Texter der von ihnen produzierten Stücke.

## Arten
Nach dem Unabhängigkeitsgrad unterscheidet man den unabhängigen Produzenten von dem (meist bei einem Plattenlabel) angestellten Musikproduzenten. Letztere erhalten von ihrem Arbeitgeber ein Gehalt und daneben noch erfolgsabhängige Tantiemen, während freie Produzenten üblicherweise auf Basis einer gegen künftige Tantiemen zu verrechnenden Vorauszahlung arbeiten. Hieraus resultiert dann auch das unternehmerische Risiko eines Musikproduzenten. Der unabhängige produziert auf eigene Rechnung und eigenes Risiko. Das fertige Master bietet er interessierten Plattenfirmen an, welche die fertiggestellten Songs dann übernehmen. Er schließt mit ihnen einen Produktionsvertrag, der ihm seine Einnahmen aus den Tonträgerverkäufen sichert. Sind die Einnahmen wegen geringer Verkaufszahlen niedriger als die von ihm verauslagten Kosten, erwirtschaftet er möglicherweise einen Verlust. Der gehaltsabhängige Produzent ist diesem Risiko nicht ausgesetzt. Der Executive Producer ist für die Finanzierung eines Musikprojekts zuständig, während der einfache Record Producer den kreativen Teil übernimmt.

## Berühmte Musikproduzenten
Obwohl in der Popmusik die Musikproduzenten wie die Komponisten und Studiomusiker eher im Hintergrund arbeiten und weitgehend dem Musikpublikum unbekannt bleiben, sind wenige Produzenten aus dieser Anonymität herausgerückt. Denn erfolgreiche und ausgezeichnete Musikproduzenten genießen einen ähnlichen Status wie die Interpreten selbst. In den USA sind hervorzuheben Sam Phillips, Phil Spector, Quincy Jones, Rick Rubin, Nile Rodgers, Bill Putnam, David Foster, T Bone Burnett, Metro Boomin, Jimmy Iovine, Phil Ramone (Pop), Rudy Van Gelder (Jazz) oder Chet Atkins (Country). In Großbritannien George Martin, Alan Parsons, Trevor Horn, Mike Batt, Norrie Paramor, Joe Meek, Mickie Most oder Stock Aitken Waterman. Christian Bruhn, Ralph Siegel, Hans Bertram, Nils Nobach, Heinz Gietz, Conny Plank, Dieter Dierks, Frank Farian, Reinhold Mack, The Cratez, Dieter Bohlen oder Beatzarre waren oder sind bedeutende deutsche Musikproduzenten. Besonders im Jazz fanden und finden sich bis heute Persönlichkeiten wie Alfred Lion, Orrin Keepnews, Creed Taylor und Manfred Eicher, die aus eigener Überzeugung Musiker aufnehmen und auf ihren eigenen Plattenlabels vermarkten. In England ist vor allem Hugh Padgham hervorzuheben, für seine Arbeit mit Genesis, Phil Collins, The Police und Mike and the Mechanics.
Die Musikszene in Jamaika brachte in den 1960er und 1970er Jahren eine ganze Reihe von bedeutenden Produzenten hervor, die die Entwicklung vom Calypso über den Ska und Rocksteady hin zum Reggae, Dub und Dancehall begleiteten. Dazu gehörten Ken Khouri, Coxsone Dodd, Duke Reid, Vincent Chin, Leslie Kong, Sonia Pottinger, Clancy Eccles, Byron Lee, Joe Gibbs, Bunny Lee, Lee „Scratch“ Perry, Derrick Harriott, Lloyd Charmers und Niney the Observer.